# 王遇 (北魏)
王 遇（おう ぐう、生没年不詳）は、北魏の宦官。字は慶時。もとの名は他悪。馮翊郡李潤鎮の羌の出身。

## 経歴
王守貴の子として生まれた。事件に連座して腐刑に処され、中散となった。内行令・中曹給事中に転じ、員外散騎常侍・右将軍の位を加えられ、富平子の爵位を受けた。散騎常侍・安西将軍の位を受け、宕昌公に爵位を進めた。散騎常侍のまま尚書に任じられ、吏部尚書に転じた。492年（太和16年）、爵位を侯に降格された。安西将軍・華州刺史として出向し、散騎常侍の位を加えられた。
孝文幽皇后の失脚のとき、幽皇后の罪を孝文帝に訴えたのが王遇であった。後に幽皇后が再び孝文帝に愛されるようになると、王遇は誹謗の罪を問われて免官され、爵位を剥奪されて、私邸に蟄居させられた。宣武帝の初年、将作大匠を兼ねた。ほどなく光禄大夫の位を受け、もとの爵位にもどされた。
孝文廃皇后が出家して尼となると、王遇はたびたび彼女のもとに赴いて、衣食や雑用品を届けて援助した。
王遇は当時の多くの建築工事を指揮し、平城の方山の仏寺や文明太后の陵廟、洛陽東郊の馬射壇の殿、文昭太后の墓園拡張や洛陽太極殿および東西両堂・内外の諸門などの造作は、すべてかれの監督によるものであった。老齢の身でありながら、馬に跨がって朝に夕に駆け回り、職務に精励した。在官のまま死去した。使持節・鎮西将軍・雍州刺史の位を追贈された。
弟の子の王厲が養子として、宕昌侯の爵位を嗣いだ。

## 伝記資料
- 『魏書』巻94 列伝第82
- 『北史』巻92 列伝第80